# 达米尼
达米尼（法語：Damigny，法語發音：[damiɲi] ⓘ）是法国奥恩省的一个市镇，位于该省南部，属于阿朗松区。

## 地理
达米尼（48°26'51"N, 0°4'24"E）面积4.81 平方千米，位于法国诺曼底大区奧恩省，该省份为法国西北部内陆省份，北起顺时针与卡爾瓦多斯省、厄尔省、厄尔-卢瓦省、萨尔特省、马耶讷省和芒什省接壤。
与达米尼接壤的市镇（或旧市镇、城区）包括：阿朗松、科隆比耶、萨尔特河畔孔代、隆赖、瓦尔弗朗贝尔。

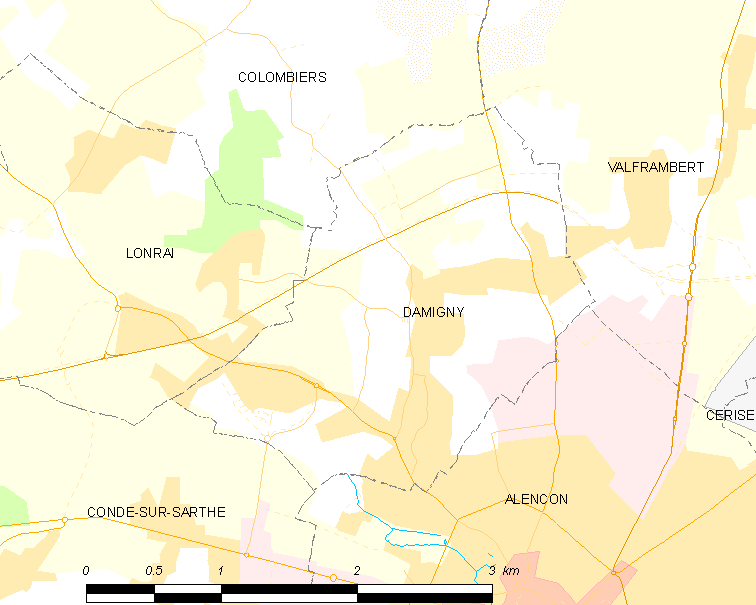
达米尼的OSM定位图

达米尼的时区为UTC+01:00、UTC+02:00（夏令时）。

## 行政
达米尼的邮政编码为61250，INSEE市镇编码为61143。

## 政治
达米尼所属的省级选区为达米尼县。

## 人口

1962-2008年间达米尼人口变化图示

达米尼于2022年1月1日时的人口数量为2425人。